# (87) Sylvia
Pour les articles homonymes, voir Sylvia.
(87) Sylvia ou (87) Sylvie est l'un des plus grands astéroïdes de la ceinture principale et le premier astéroïde découvert à posséder deux lunes astéroïdales.
Il appartient au groupe de Cybèle et plus particulièrement, au sein de ce groupe, à la famille de Sylvia, famille collisionnelle (environ 360 membres connus en 2015) dont il est le plus grand membre.
Il a été découvert par Norman Robert Pogson le 16 mai 1866.

## Caractéristiques physiques
(87) Sylvia est d'une couleur très sombre et a probablement une composition primaire. La découverte de ses satellites a permis des mesures très précises sur sa masse et de sa densité, qui est d'ailleurs extrêmement faible et indique que l'astéroïde est très poreux. Son volume doit être composé d'environ 60 % de vide.
Sa vitesse de rotation sur lui-même est très rapide et est de l'ordre de 5,18 heures (ses autres caractéristiques physiques sont détaillés dans le tableau ci-contre).

## Nom
L'origine de ce nom est l'objet d'une polémique. Deux hypothèses s'affrontent :
1. il proviendrait de Rhéa Silvia, la mère des jumeaux Romulus et Rémus, les fondateurs légendaires de Rome ;
2. il aurait été donné en l'honneur de Sylvie Petiaux-Hugo Flammarion, première femme de Camille Flammarion.

Camille Flammarion dans son Astronomie populaire, édition de 1882, francise Sylvia en Sylvie, respectant l'usage déjà en cours sur les 86 premiers astéroïdes.[réf. nécessaire]

## Satellites
(87) Sylvia est le premier astéroïde connu qui possède au moins deux satellites naturels. Ces derniers furent probablement créés par une collision et il est possible qu'il existe d'autres satellites autour de (87) Sylvia, trop petits pour pouvoir être actuellement détectés.

### (87) Sylvia I Romulus
Le premier satellite, Romulus, a été découvert le 18 février 2001 par Michael E. Brown et Jean-Luc Margot grâce au télescope Keck II de l'observatoire du Mauna Kea à Hawaï.
Il mesure environ 18 ± 4 km de diamètre, orbite à une distance de 1 356 ± 5 km de (87) Sylvia et effectue une révolution complète en 3,6496 ± 0,0007 jours (87,59 heures).

### (87) Sylvia II Rémus
Le deuxième satellite, Rémus a été découvert le 9 août 2005 par Franck Marchis (de l'université de Californie à Berkeley) et Pascal Descamps, Daniel Hestroffer et Jérome Berthier (de l'Observatoire de Paris), grâce à un des 4 télescopes de 8,2 mètres du Very Large Telescope (VLT) de l'Observatoire européen austral (ESO).
Il mesure environ 7 ± 2 km de diamètre, orbite à 706 ± 5 km du primaire et effectue une révolution complète en 1,3788 ± 0,000733 jours (33,09 heures).

## Occultations
Le 6 janvier 2013 Sylvia, ainsi que Romulus, passent devant l'étoile TYC 1856-00745-1. Ce phénomène est observé depuis la France. Il permet de déduire une densité de 1,3 g/cm3 pour cet astéroïde,.

## Compléments